# Омахеке
Омахеке (на английски: Omaheke) е един от тринадесетте региона на Намибия. Омахеке е един от източните региони на страната. Административен център е Гобабис, площта му е 84 981 квадратни километра, а населението – 71 233 души (по преброяване от август 2011 г.). Името на региона е с произход от езика на народа гереро. Голяма част от региона още е известна с името Сандвелт.
Гобабис е главния икономически център на региона. Градът има пряка връзка със столицата Виндхук посредством автомобилен път и железопътна линия. От Гобабис се разклоняват множество второстепенни пътища към различните части на региона. Градът е седалище на главно подразделение на полицията. Клиниките в региона са подразделения на медицинските заведения в Гобабис. В града има две болници. В региона е добре развито земеделието и животновъдството. В Гобабис има седалище на поделение на Министерството на земеделието на Намибия. В региона има около 900 частни и 3500 кооперативни ферми за говеда.
Ловният туризъм, вкл. и лова за трофей е доста добре развит. Той е разрешен през зимните месеци от юни до август. През този период множество туристи от северното полукълбо посещават района с цел ловен туризъм.
Североизточната част е все още дива и изключително красива. Това е районът на пустинята Калахари.
В региона на Мбандеру и Гобабис живее народът Ju/wa Освен това тук живеят и много други народи – гереро, нама, тсвана, аврикандери и немци.
Важна забележителност е годишният фестивал на месото, който събира посетители от всички точки на страната.
- На изток Омахеке граничи с три провинции на Ботсвана (от север на юг) – Северозападна област, област Ганзи и Област Кгалагади.

Границите с провинциите на Намибия са както следва:
- Хардап е на юг.
- Кхомас е на запад.
- Очосондюпа е на север.

Регионът е разделен на шест избирателни окръга:
- Аминиус с 12 343 жители
- Калахари с 9234 жители
- Гобабис с 14 278 жители
- Очинене с 14 932 жители
- Очомбинде с 6378 жители
- Стейнхаузен с 9066 жители

Очинене, Очозонджу, Стейнхаузен, Гобабис, Буитепос и Аминиус.